# Tomás Garrido Canabal, Macuspana
Tomás Garrido Canabal är en ort i Mexiko.   Den ligger i kommunen Macuspana och delstaten Tabasco, i den sydöstra delen av landet, 700 km öster om huvudstaden Mexico City. Tomás Garrido Canabal ligger 20 meter över havet och antalet invånare är 298.
Terrängen runt Tomás Garrido Canabal är mycket platt. Runt Tomás Garrido Canabal är det ganska tätbefolkat, med 67 invånare per kvadratkilometer. Närmaste större samhälle är Macuspana, 8,5 km söder om Tomás Garrido Canabal. Trakten runt Tomás Garrido Canabal består till största delen av jordbruksmark.